# Lijst van kardinalen gecreëerd door paus Alexander VI
Hieronder volgt een lijst van kardinalen gecreëerd door paus Alexander VI. Paus Alexander VI creëerde 43 kardinalen in 10 consistories. 

## Consistorie van 31 augustus 1492
- Juan de Borja Lanzol de Romaní, el mayor

## Consistorie van 20 september 1493
- Jean Bilhères de Lagraulas
- Giovanni Antonio Sangiorgio
- Bernardino López de Carvajal
- Cesare Borgia
- Giuliano Cesarini, iuniore
- Domenico Grimani
- Alessandro Farnese (later paus Paulus III)
- Bernardino Lunati
- Raymund Pérault
- John Morton
- Fryderyk Jagiellończyk
- Ippolito I d'Este

## Consistorie van mei 1494
- in pectore Louis d'Aragon

## Consistorie van 16 januari 1495
- Guillaume Briçonnet

## Consistorie van 21 januari 1495
- Philippe de Luxembourg

## Consistorie van 19 februari 1496
- Juan López
- Bartolomé Martí
- Juan de Castro
- Juan de Borja Llançol de Romaní

## Consistorie van 17 september 1498
- Georges d'Amboise

## Consistorie van 20 maart 1500
- in pectore Diego Hurtado de Mendoza
- in pectore Amanieu d’Albret
- in pectore Pedro Luis de Borja Llançol de Romaní

## Consistorie van 28 september 1500
- in pectore Jaime Serra i Cau
- in pectore Pietro Isvalies
- in pectore Francisco de Borja
- in pectore Juan de Vera
- in pectore Ludovico Podocathor
- in pectore Antonio Trivulzio, seniore
- in pectore Giovanni Battista Ferrari
- in pectore Tamás Bakócz
- in pectore Marco Cornaro
- in pectore Gianstefano Ferrero

## Consistorie van 31 mei 1503
- in pectore Juan Castellar y de Borja
- in pectore Francisco de Remolins
- in pectore Francesco Soderini
- in pectore Melchior von Meckau
- in pectore Niccolò Fieschi
- in pectore Francisco Desprats
- in pectore Adriano di Castello
- in pectore Jaime de Casanova
- in pectore Francisco Lloris y de Borja